# Alfianello
Alfianello (brescià: Fianèl o Alfianèl) és un municipi italià de la província de Brescia, a la regió de Llombardia.